# チリの地震
「チリの地震」（独：Das Erdbeben in Chili）は、ハインリヒ・フォン・クライストの短編小説。1807年、コッタ書店の『教養人のためのモルゲンブラット』紙に「イェローニモとヨゼーフェ 1647年のチリの地震からの一情景」の題で初出、その後改題と校正のうえで1810年に『小説集』第一巻に収録された。初出の表題どおり、1647年に実際にチリで起こりサンティアゴの都市を崩壊させた大地震を素材にしている。

## あらすじ
サンティアゴの青年イェローニモは、裕福な貴族の娘であるヨゼーフェの家庭教師をしていた。彼らは互いに愛し合うようになるが、身分違いの恋愛に怒ったヨゼーフェの父親によって引き離され、ヨゼーフェは修道院に入れられる。二人はその後も密かに逢引を重ねるが、聖体の祝日に行われる尼僧の行進のさい、ヨゼーフェが陣痛を起こしカテドラルの大階段でくずおれるという事件が起こったことにより密通が発覚する。この出来事は神を冒涜するものとして都市中にセンセーションを起こし、二人はそれぞれ投獄され、ヨゼーフェは裁判を経て死刑が決まる。この知らせを獄中で知ったイェローニモは絶望し、綱で首をつって自死しようとするが、今まさに首をつろうという瞬間に大地震がおきる。
この地震によって牢獄が倒壊し、イェローニモは偶然うまく脱出することができたが、街は壊滅状態に陥っていた。イェローニモは瓦礫の街をヨゼーフェの姿を求めて放浪し、まもなく谷間の泉のほとりで乳飲み子フィリップを抱いたヨゼーフェと再会する。彼女もまた死刑執行の直前に地震によって命拾いし、さらに好意的な僧院長の助けで生まれたばかりの子供を救い出し避難することができたのだった。二人は幸運を喜び合い、幸福のうちに谷間で一夜を過ごす。翌日、彼らは同じく谷間に避難していた貴族ドン・フェルディナンドの家族と親しくなる。二人は先の密通事件などなかったようにこの家族に受け入れられ、また谷間のそこここでは、避難民の間に身分や貧富の差を越えた助け合いの光景が現われていた。
二人はこうした経緯に感激し、神への感謝を表すためにも、その日地震の被害を唯一免れたドミニコ教会で行われるミサに参加することに決める。しかしその教会で行われた高位聖職者の説教の内容は、この地震が市の道徳的退廃に対する神の怒りであると説くものであった。この説教の最中、イェローニモとヨゼーフェは興奮した聴衆に発見されて無残に打ち殺され、二人を助けようとしたドン・フェルディナンドも、暴動の巻き添えで義妹と生まれたばかりの自分の子供を失ってしまう。しかし若い二人の子供フィリップは助け出され、フェルディナンドは妻エリーザベトとともに、この遺児を失った子供の代わりに育てることに決める。

## 解題
書簡類などの資料から、この作品は1806年の秋に執筆されたものと推測される。クライストが史実のチリの地震に関する詳しい情報をどのような資料から得たのかは不明であるが、実際には夜中に起こった地震を日中の出来事に変えるなど史実をかなり大胆な変更しており、研究者のなかには史実の地震はたんに作品執筆のきっかけに過ぎなかったと見なすものもいる。
作品の直接の素材となっているこの地震とともに作品成立の背景をなしているのが、1755年に起こったリスボンの大地震である。ヨーロッパに未曾有の被害をもたらしたこの災害は当時の西洋思想界に多大な影響を及ぼしており、ことに神への信仰との関係をめぐり様々な思想家によって論争が交わされた。クライストが一時「カント危機」と呼ばれるほど多大な精神的影響をうけたイマヌエル・カントは、リスボン地震の1年後、『地震の注目すべき出来事の歴史と自然記述』と題する著作を発表している。その中には、地震に対する人々の恐怖や驚愕を十分な想像力を持って小説に描くことができれば、それは人々の心を動かすだろうし、ことによっては人心の良化向上に役立つだろう、と述べた一節があり、おそらくこれがクライストの作品執筆のきっかけになったのだろうと推測されている。
この小説はまたフランス革命のアレゴリーとしても捉えられている。作中では大地震によって僧院や牢獄といった権威を象徴する建物が崩壊し、非難した人々の間で身分の格差のない一種のユートピア的な社会がつかの間実現するが、間もなく教会での高位聖職者の説教と暴動によって、地震以前の秩序の回復が試みられる。これらの経過は革命による旧体制の崩壊と平等な社会の実現、それに続く旧秩序の回復（王政復古）という、フランス革命が辿った経過と照応している。作品の執筆が行われた1806年時点では王政復古までは進行していなかったが、フランス革命を批判的に捉えていたクライストの革命の行く末に対する考えを反映した作品と見ることができる。
細川俊夫（1955-）は、東日本大震災がひとつの契機となったオペラ《地震・夢》（ERDBEBEN.TRÄUME ）を作曲したが、その台本は現代ドイツの作家マルセル・バイアー（Marcel Beyer, 1965-）が「チリの地震」に基づき書いたものである。オペラの初演は2018年、シュトゥットガルト歌劇場（Oper Stuttgart）。

## 日本語訳
- 相良守峯訳「チリの地震」-『O侯爵夫人 他六篇』所収、岩波文庫、1951年、度々復刊
- 種村季弘訳「チリの地震」-『チリの地震 クライスト短編集』所収、河出文庫、1996年、新版2011年
- 佐藤恵三訳「チリの地震」-『クライスト全集 第1巻』所収、沖積舎、1998年。他訳書
- 山口裕之訳 - 『ミヒャエル・コールハース　チリの地震　他一篇』、岩波文庫、2024年。他は「サント・ドミンゴでの婚約」

## 関連文献
- 『現代思想』 2011年7月臨時増刊号 「総特集 震災以後を生きるための50冊」 青土社。 - 大宮勘一郎、田崎英明、門林岳史の3人がそれぞれ別個に「チリの地震」を取り上げ論じている。